# Bolsa periodontal

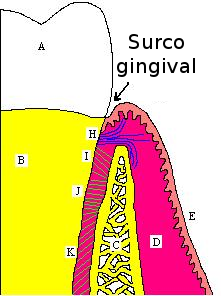
Surco gingival

1. Diente 2. Esmalte dental 3. Dentina 4. Pulpa dental 5. pulpa coronal o cameral 6. pulpa radicular 7. Cemento 8. Corona
9. Cúspide
10. Surco
11. Cuello
12. Raíz
13. Furca
14. Ápice de la raíz
15. Foramen del ápice
16. Surco gingival
17. Periodonto
18. Encía:
19. libre o interdental
20. marginal
21. alveolar
22. Ligamento periodontal
23. Hueso alveolar
24. Irrigación e inervación:
25. dental
26. periodontal
27. a través del canal alveolar

Una bolsa periodontal, en odontología, es la profundización patológica del surco gingival, es decir, un surco patológico entre la parte interna de la encía (epitelio crevicular) y la superficie del diente, limitada coronalmente por el margen gingival libre y apicalmente por el epitelio de unión.

## Tipos
- Bolsa gingival: es la profundización patológica del surco gingival por un aumento del margen gingival, pero sin migración apical del epitelio de unión. El llamarle “bolsa falsa” o “pseudo bolsa” solo dice que es una bolsa periodontal.

- Bolsa periodontal: profundización patológica del surco gingival por migración apical del epitelio de unión a lo largo de la raíz, perdiendo a inserción del ligamento periodontal y la altura ósea.

Por el número de caras afectadas en un diente pueden ser:
- Bolsa simple: abarca una cara del diente.

- Bolsa compuesta: la que abarca dos o más caras del diente. La base de la bolsa está en comunicación directa con el margen gingival de cada una de las caras afectadas.

- Bolsa compleja: la que abarca una superficie diferente al sitio marginal donde se originó. Tienen una forma espirilada ya que se desarrolla envolviendo la raíz del diente.

Por la posición del fondo de la bolsa y la cresta ósea pueden ser:
- Bolsa supraósea: el fondo de la bolsa está por arriba de la cresta ósea.

- Bolsa intraósea: el fondo de la bolsa está por debajo de la cresta ósea o dentro del defecto óseo.